# Bodajbo
Bodajbo (oroszul: Бодайбо) város Kelet-Szibériában, Oroszország Irkutszki területén, a Bodajbói járás székhelye. A gazdaságilag fejlett területektől és a fő közlekedési útvonalaktól távol eső város a Léna–Vityim vidéki aranybányászat történelmi központja.
Lakossága: 15 340 fő (a 2010. évi népszámláláskor).

## Elhelyezkedése
Az Irkutszki terület keleti részén, Irkutszktól 1095 km-re északkeletre, a Vityim jobb partján, mellékfolyója, a Bodajbo torkolatánál fekszik. Területe 56 km², tengerszint feletti magassága 280 m.  Az Észak-Bajkál-felföld és a Kropotkin-hegység nyúlványai veszik körül. A tajga közepén, a folyó mentén 6 km hosszan terül el.
Távolsága Irkutszktól gépkocsival Takszimo–Szeverobajkalszk–Zsigalovo településeken át 1444 km (zömmel elhanyagolt, nehezen járható földúton). A legközelebbi vasútállomás (kb. 220 km) a Bajkál–Amur-vasútvonalon, Takszimóban van.

### Éghajlata
Éghajlata szélsőségesen kontinentális, zord és hosszú téllel, rövid és viszonylag meleg nyárral. A levegő évi középhőmérséklete: –5,6 °C. A januári középhőmérséklet –31,8 °C, (a minimum –55 °C), a júliusi 17,9 °C (a maximum 39 °C). A csapadék mennyisége éves átlagban 500 mm. Az első fagyok szeptember közepén kezdődnek; a fagymentes napok száma évi 78 és 125 között váltakozik. A hőmérséklet október 22. és március 24. (átlag) között nem emelkedik fagypont fölé.

## Története
A kis Bodajbo folyó (hossza 90 km) medencéje több mint másfél évszázada aranylelőhelyeiről híres. A település a 19. század közepén kezdődött aranyláz idején, 1864-ben keletkezett. Egy évvel korábban Mihail Szibirjakov tehetős irkutszki vállalkozó egyik kutatócsoportja a folyó völgyében gazdag aranylelőhelyekre bukkant. 1864-ben a torkolatánál kisebb telepet létesítettek, mely a környékre érkező aranyásók raktárbázisa, átrakodóállomása lett. Abból alakult ki a város. A „Bodajbói rezidenciá”-t 1903-ban Bodajbo várossá nyilvánították.
1896-ban részvénytársaságot alapítottak (Lenzoloto), és hamarosan a részvények többsége külföldi befektetők kezébe került. A termelést modernizálták – a körzetben épült meg pl. Oroszország történetének második vízerőműve (300 kW teljesítménnyel) –, az aranybányászatot és a közlekedést pedig monopolizálták. Itt zajlott le a 270 halálos áldozattal végződött ún. „lénai sortűz”: a követeléseikkel felvonuló munkásokat a katonaság sortüze fogadta.
A részvénytársaságot és bányáit 1921-ben államosították, majd 1925-ben a területet egy angol társaságnak 30 évre koncesszióba adták, mely ismét fellendítette a kitermelést. Az ún. NEP-korszak végén azonban elkezdődött a külföldi tőke kiszorítása az országból. Az aranybányászatot az 1932-ben alapított (szintén Lenzoloto nevű) állami tröszt folytatta. 
1947-től 1954 végéig itt is Gulag tábor működött, a foglyok száma 3000 és 7000 fő között mozgott.
Az 1960-as évektől a termelést gépesítették, nagy aranymosó gépmonstrumokat helyeztek üzembe. 1967-ben azonban megszüntették a várost és az aranymosó telepeket 1895 óta összekötő keskenyvágányú vasútvonalat. 
Bodajbo a 20. század közepéig szinte kizárólag faházakból állt. A központilag szervezett nagyobb lakásépítkezés az 1970-es években indult meg. A villamosenergiát a közeli Mamakan folyó torkolatánál, az állandóan fagyott talajon épített és 1961-ben üzembe helyezett kisebb vízerőmű szolgáltatja. Teljesítménye erősen ingadozik, mert télen a Mamakan vízhozama alacsony. A folyón feljebb tervezett nagyobb teljesítményű és nagyobb víztározóval is rendelkező vízerőmű pedig – mely éves szinten a vízhozamot is szabályozhatta volna –, nem épült meg.

## 1990 után
Az 1990-es évek válsága a bányászatot és az iparágtól függő várost is erősen sújtotta. Az állandó lakók száma egyre csökkent, különösen a fiatalok elköltözése volt jelentős. 
Még az 1980-as évek közepén tervbe vették egy nagy kombinát létesítését a legnagyobb aranylelőhely mellett (Szuhoj Log), ami a város életébe is nagy változást hozott volna. Az évtized végén megkezdték a Vityimen átívelő híd építését, a pillérek el is készültek, de a Szovjetunió felbomlását követően az építkezést abbahagyták. Jelenleg nyáron kompon, télen a folyó vastag jegén lehet átjutni a túlsó parton végződő Takszimo–Bodajbo útra. 
Ez a 2007-ben átadott, kb. 220 km hosszú földút az egyetlen szárazföldi útvonal, amely Bodajbót nyáron a „külvilággal”, illetve a vasútvonallal összeköti. A hajózási idényben a legfontosabb szállítási útvonal a Léna és mellékfolyója, a Vityim alkotta vízi út: Uszty-Kut kikötőjétől Bodajbóig 1100 km. A város és Irkutszk közötti légiközlekedést a betonburkolat nélküli helyi repülőtér biztosítja. 